# III. B zona nogometnog prvenstva Hrvatske 1958./59.
III. B zona prvenstva Hrvatske, odnosno III. zona – Varaždinska grupa je bila jedna od zona Prvenstva Hrvatske, te liga trećeg stupnja nogometnog prvenstva Jugoslavije u sezoni 1958./59. 
 
Sudjelovalo je 12 klubova, a prvak je bio "Varteks" iz Varaždina.

## Ljestvica
| mj. | klub                     | ut. | pob. | ner. | por. | gol+ | gol– | bod |
| --- | ------------------------ | --- | ---- | ---- | ---- | ---- | ---- | --- |
| 1.  | Varteks Varaždin         | 21  | 18   | 1    | 2    | 87   | 18   | 37  |
| 2.  | Sloboda Varaždin         | 21  | 13   | 4    | 4    | 63   | 30   | 30  |
| 3.  | Slaven Koprivnica        | 21  | 13   | 2    | 6    | 42   | 28   | 28  |
| 4.  | Mladost Zabok            | 21  | 13   | 1    | 7    | 65   | 46   | 27  |
| 5.  | Jedinstvo Čakovec        | 21  | 7    | 4    | 10   | 46   | 41   | 18  |
| 6.  | Drvodjelac Varaždin      | 21  | 7    | 4    | 10   | 30   | 51   | 18  |
| 7.  | Mladost Prelog           | 21  | 5    | 7    | 9    | 34   | 40   | 17  |
| 8.  | Tekstlac Oroslavje       | 21  | 7    | 3    | 11   | 47   | 66   | 17  |
| 9.  | Udarnik Kućan Gornji     | 21  | 8    | 1    | 12   | 37   | 57   | 17  |
| 10. | Zagorec Krapina          | 21  | 5    | 5    | 11   | 36   | 69   | 15  |
| 11. | Sloga Čakovec            | 21  | 3    | 6    | 12   | 22   | 49   | 12  |
| 12. | Ivančica Zlatar Bistrica | 11  | 2    | 2    | 7    | 15   | 40   | 6   |

- "Varteks" iz Varaždina prvi dio igrao pod nazivom "Tekstilac"
- "Ivančica" iz Zlatar Bistrice odustala u drugom dijelu

## Rezultatska križaljka
| kratica | klub                         | DRV | JED | MLAP | MLAZ | SLA | SLOB | SLOG | TEKO | UDA | VAR | ZAG | IVA |
| --- | ---------------------------- | --- | --- | ---- | ---- | --- | ---- | ---- | ---- | --- | --- | --- | --- |
| DRV | Drvodjelac Varaždin          |     |     |      |      |     |      |      |      |     |     |     |     |
| JED | Jedinstvo Čakovec            |     |     |      |      |     |      |      |      |     |     |     |     |
| MLAP | Mladost Prelog               |     |     |      |      |     |      |      |      |     |     |     |     |
| MLAZ | Mladost Zabok                |     |     |      |      |     |      |      |      |     |     |     |     |
| SLA | Slaven Koprivnica            |     |     |      |      |     |      |      |      |     |     |     |     |
| SLOB | Sloboda Varaždin             |     |     |      |      |     |      |      |      |     |     |     |     |
| SLOG | Sloga Čakovec                |     |     |      |      |     |      |      |      |     |     |     |     |
| TEKO | Tekstlac Oroslavje           |     |     |      |      |     |      |      |      |     |     |     |     |
| UDA | Udarnik Kućan Gornji         |     |     |      |      |     |      |      |      |     |     |     |     |
| VAR | Varteks / Tekstilac Varaždin |     |     |      |      |     |      |      |      |     |     |     |     |
| ZAG | Zagorec Krapina              |     |     |      |      |     |      |      |      |     |     |     |     |
| IVA | Ivančica Zlatar Bistrica     |     |     |      |      |     |      |      |      |     |     |     |     |
| |                              |     |     |      |      |     |      |      |      |     |     |     |     |
| podebljan rezultat – utakmice od 1. do 11. kola (1. utakmica između klubova) rezultat normalne debljine – utakmice od 12. do 22. kola (2. utakmica između klubova) rezultat nakošen – nije vidljiv redoslijed odigravanja međusobnih utakmica iz dostupnih izvora rezultat smanjen * – iz dostupnih izvora nije uočljiv domaćin susreta prekrižen rezultat – poništena ili brisana utakmica p – utakmica prekinuta 3:0 p.f. / 0:3 p.f. – rezultat 3:0 bez borbe |                              |     |     |      |      |     |      |      |      |     |     |     |     |

 Izvori:

## Za prvaka III. zone
| Varteks Varaždin |  | – |  | Bjelovar |  | 4:0, 5:0 |

 Izvori: 